# Pat

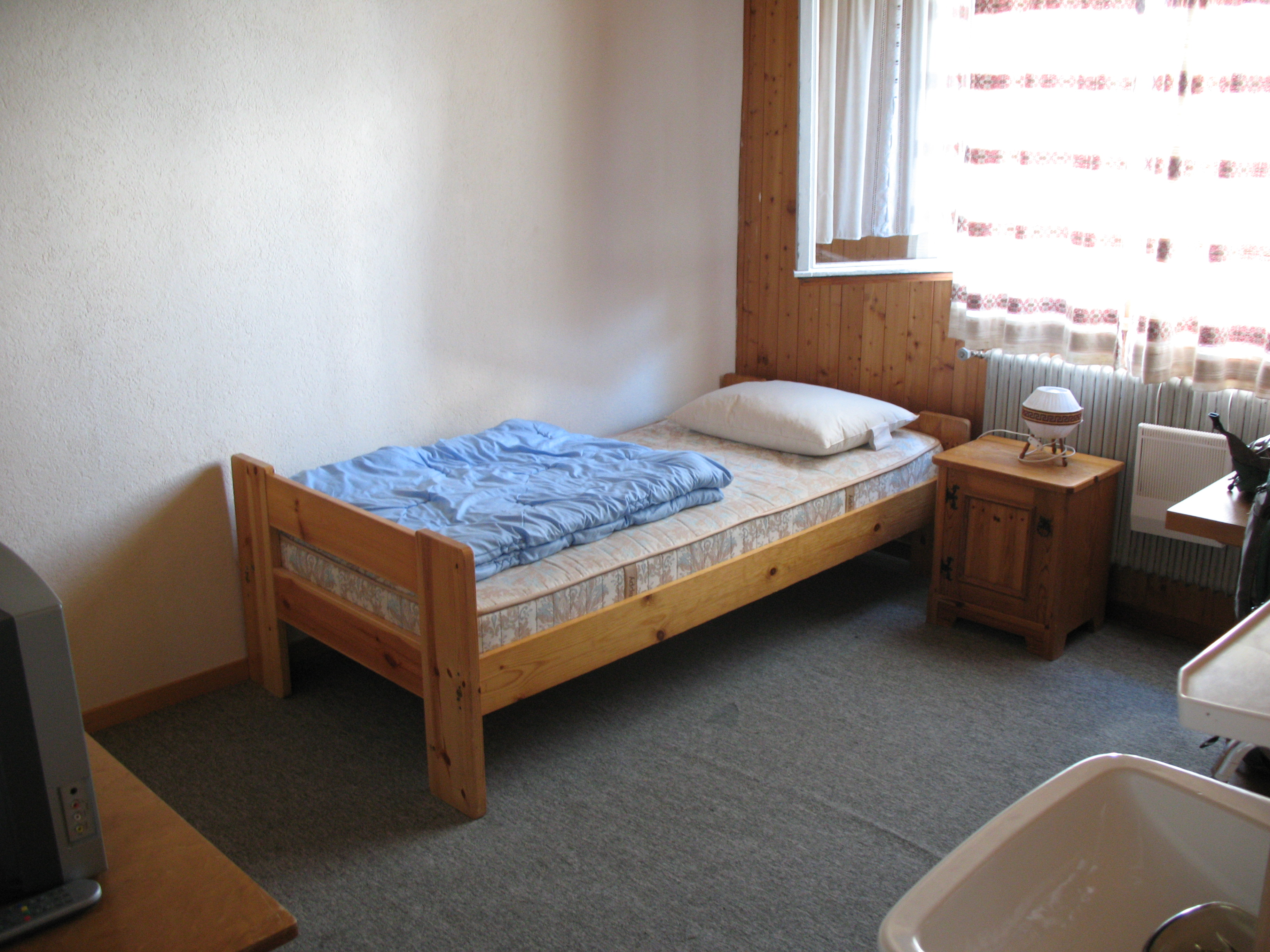
Un pat pentru o persoană

Un pat este o mobilă folosită mai ales ca ornament și loc de dormit. 
Pentru a face patul mai confortabil, se folosește adesea o saltea. La început, acestea erau sacii de paie sau de pene. Mai târziu au apărut și alte tipuri de umplutură pentru patul de dormit, precum ața. În prezent, se folosesc arcuri, spume și chiar apă sau aer.

### Istorie
Patul este unul dintre cele mai vechi și esențiale obiecte de mobilier din istoria umanității. Chiar și în cele mai timpurii societăți, oamenii au avut nevoie de un loc confortabil pentru odihnă și somn. Evoluția patului a fost influențată de factori culturali, tehnologici și de preferințele individuale ale oamenilor de-a lungul timpului.
În cele mai vechi timpuri, oamenii dormeau pe sol, pe frunze sau paie, pentru a se proteja de frig și de animalele sălbatice. Cu trecerea timpului, oamenii au început să construiască platforme simple din lemn sau pietre, pe care așezau materiale moi, cum ar fi paie sau piei de animale, pentru a le oferi mai mult confort.
În civilizațiile antice, cum ar fi cele egiptene, grecii și romanii, patul a evoluat și a devenit un simbol al statutului social. Patul a fost considerat un loc de odihnă și lux, iar oamenii bogați și nobilii aveau paturi elaborate și decorative.
În Evul Mediu, patul a continuat să fie un simbol al statutului social și a evoluat într-un obiect de mobilier mai complex. Paturile au fost împodobite cu tapițerii bogate, broderii și decorațiuni detaliate. Patul cu baldachin a devenit popular și a fost folosit pentru a oferi intimitate și protecție împotriva frigului.
Cu revoluția industrială și avansul tehnologic, producția de paturi a devenit mai accesibilă și s-a diversificat. Patul din fier forjat a devenit popular în secolul al XIX-lea, iar apoi s-au dezvoltat patul cu arcuri și patul cu saltea cu arcuri, în secolul al XX-lea. Aceste inovații au adus un nivel crescut de confort și suport pentru somn.
În prezent, patul are o varietate de forme, dimensiuni și stiluri, pentru a satisface preferințele și nevoile individuale ale oamenilor. Există paturi matrimoniale, paturi de o persoană, paturi reglabile și paturi cu depozitare integrată, pentru a maximiza spațiul într-o cameră.
Astăzi, patul este considerat un element esențial într-o cameră de dormit, oferind un loc de odihnă confortabil și relaxant. Este un obiect de mobilier care a evoluat de la un simplu suport pentru somn la un element de design și confort, adaptat la stilul de viață și preferințele fiecărei persoane.

### Diversitate
Paturile pot fi disponibile într-o varietate de dimensiuni, pentru a se potrivi nevoilor și preferințelor individuale. Iată câteva dimensiuni comune ale paturilor:
1. Pat single/twin: Acesta este un pat destinat unei singure persoane și are dimensiuni standard de aproximativ 90 cm lățime și 190 cm lungime. În unele țări, dimensiunile pot varia ușor.
2. Pat dublu/full: Aceasta este o dimensiune mai mare, potrivită pentru două persoane. Dimensiunile standard sunt de aproximativ 135 cm lățime și 190 cm lungime.
3. Pat queen: Acesta este un pat mai mare decât cel dublu și oferă mai mult spațiu pentru dormit. Dimensiunile standard sunt de aproximativ 150 cm lățime și 200 cm lungime.
4. Pat king: Aceasta este una dintre cele mai mari dimensiuni de pat disponibile și oferă mult spațiu pentru două persoane. Dimensiunile standard sunt de aproximativ 180 cm lățime și 200 cm lungime.
Există și alte dimensiuni non-standard disponibile, în funcție de preferințele și necesitățile individuale. Unele paturi pot fi personalizate pentru a se potrivi cu exactitate dimensiunilor dorite.
În plus, există și opțiunea de a face un pat la comandă. Aceasta implică alegerea dimensiunilor exacte și construirea unui cadru de pat personalizat. Această opțiune este adesea aleasă atunci când se dorește un design unic sau când spațiul disponibil nu se potrivește cu dimensiunile standard.

### Material
Paturile pot fi confecționate din multiple materiale, unele mai rezistente decât altele. Totuși aceste materiale pot diferi în funcție de preferințele fiecăruia și bineînțeles de producătorul acestor paturi.
1. Lemn: Paturile din lemn sunt populare pentru aspectul lor cald și natural. Lemnul poate fi folosit pentru a construi cadrul patului și poate fi finisat în diferite nuanțe și texturi. Tipurile comune de lemn utilizate în fabricarea paturilor includ stejarul, pinul și mahonul.
2. Metal: Paturile din metal sunt apreciate pentru durabilitatea și aspectul lor modern. Acestea pot fi confecționate din oțel, fier forjat sau aluminiu, și pot fi finisate în diferite culori și modele. Paturile din metal pot fi ușor de întreținut și pot oferi o stabilitate solidă.
3. Piele sau material textil: Paturile acoperite cu piele sau materiale textile sunt apreciate pentru aspectul lor elegant și confortabil. Acestea pot fi confecționate dintr-o varietate de materiale, cum ar fi pielea naturală, pielea sintetică sau diverse tipuri de țesături. Culorile și texturile pot varia în funcție de preferințele individuale.
4. Ratan sau bambus: Paturile din ratan sau bambus sunt alegeri populare pentru un stil exotice și ecologic. Acestea sunt confecționate din fibre naturale și pot adăuga o notă de natură și căldură într-un spațiu de dormit.
5. Combinatii de materiale: Unele paturi pot fi confecționate dintr-o combinație de materiale, cum ar fi lemn și metal sau lemn și piele. Aceste combinații pot crea un aspect unic și pot oferi beneficiile diferitelor materiale.
6. Poliester: Materialele din poliester sunt adesea folosite pentru tapițerie și lenjerii de pat. Acest material este rezistent la pete și decolorare, ușor de întreținut și poate oferi un aspect luxos.
7. Spumă de memorie: Unele paturi pot avea un strat de spumă de memorie în interiorul lor. Această spumă reacționează la căldura corpului și se mulează pe contururile individuale, oferind suport și confort optim.
8. Furnir: Paturile pot avea un finisaj cu furnir, care este un strat subțire de lemn aplicat pe suprafața exterioară. Acesta poate oferi un aspect elegant și poate proteja lemnul de uzură.
9. Țesături naturale: În ceea ce privește lenjeriile de pat și pături, materialele naturale, cum ar fi bumbacul, inul și mătasea, sunt alegeri populare. Aceste materiale sunt respirabile, absorb transpirația și pot oferi o senzație plăcută la atingere.
10. Pluș sau catifea: Paturile pot fi acoperite cu materiale moi și pufoase, cum ar fi plușul sau catifeaua, pentru a crea un aspect luxos și confortabil. Aceste materiale pot adăuga o notă de eleganță și cald în dormitor.